# Абдулах Гегић
Абдулах Гегић (Нови Пазар, 19. март 1924 — Нови Сад, 21. јун 2008) био је истакнути југословенски фудбалски стручњак, тренер и селектор.

## Биографија
Гегић је од ране младости од свога оца Ибре новопазарског продавца свећа, наследио свакодневни рад, што је у животу и примењивао. Био је полиглота, лако је комуницирао са околином. Магистрирао је економију, а у фудбалу је радио као теоретичар и педагог називајући себе „тренер истраживач“. Обасипан је признањима најзначајнијих фудбалских институција за стручно-педагошку активност афирмисану током тренерског доказивања у Косовској Митровици, Нишу, Неготину, Бору, Новом Саду, Сарајеву, Београду...
Резултатску кулминацију доживљава 1966. године. У борби за финале Купа европских шампиона Партизан је под његовим вођством елиминисао Нант, Вердер, Спарту Праг и Манчестер јунајтед, али је у финалу Купа европских шампиона у Бриселу заустављен од Реал Мадрида резултатом 1:2. То је био антологијски састав непревазиђених „Партизанових беба“: Шошкић, Јусуфи, Михајловић, Бечејац, Рашовић, Васовић, Ковачевић, Бајић, Хасанагић, Галић и Пирмајер. У тој незаборавној генерацији Партизана коју је успешно предводио Гегић, били су још и Ћурковић, Виславски, Миладиновић, Давидовић, Вукелић, Б. Милутиновић, Дамјановић итд.
Уз клупске успехе, Гегић је 1965. године био члан четворочлане селекторске комисије са Тирнанићем, Антолковићем и Миљанићем.
Пре скоро пола века трасирао је пут турском фудбалу, остављајући неизбрисув траг у Фенербахчеу, Бешикташу и Бурсаспору, а најдуже се задржао на позицији саветника турског фудбалског савеза и шефа катедре за фудбал на истанбулском Факултету за физичку културу.
Поштовао је колеге и несебично је преносио огромно знање и искуство што је недавно учинио у Дарданелију, на оригиналној промоцији „Фабричког система при стварању фудбалера сутрашњице“
о чему је намеравао да упозна званичнике у Партизану, Војводини, Новом Саду, али га је смрт зауставила.
Преминуо је од последица можданог удара од 4. јуна у Клиничком центру у Новом Саду.
Умро је баш на вече када је његов ученик турски селектор Фатих Терим, постигао највећи успех турског фудбала са Фудбалском репрезентацијом Турске пласирајући се у полуфинале Европског првенства 2008..

## Највећи успеси (као тренер)

### Партизан
- Куп европских шампиона : финале 1965/66.

### Фенербахче
- Спор Тото куп (1) : 1967.

### Репрезентација Турске
- РЦД куп (1) : 1969.

### Ескишехирспор
- Куп Турске (1) : 1970/71.
- Суперкуп Турске (1) : 1971.

### Бешикташ
- ТСЈД куп (1) : 1973.